# FINA UltraMarathon Swim Series 2019
De FINA UltraMarathon Swim Series 2019 ging van start op 3 februari 2019 in het Argentijnse Santa Fe en eindigde op 7 september 2019 in het Italiaanse Capri/Napels. 

## Mannen

### Kalender
| Datum      | Plaats             | Afstand | Eerste             | Tijd       | Tweede             | Tijd       | Derde                 | Tijd       |
| ---------- | ------------------ | ------- | ------------------ | ---------- | ------------------ | ---------- | --------------------- | ---------- |
| 03/02/2019 | Coronda - Santa Fe | 15 km   | Francesco Ghettini | 3.19.00,68 | Simone Ercoli      | 3.19.01,79 | Edoardo Stochino      | 3.19.03,94 |
| 09/02/2019 | Rosario            | 15 km   | Ivo Cassini        | 2.32.04,00 | Guillermo Bertola  | 2.32.05,00 | Joaquin Moreno        | 2.32.10,00 |
| 27/07/2019 | Lac St-Jean        | 32 km   | Marcel Schouten    | 7:13.31    | Christopher Deegan | 7.23.16    | Matias Diaz Hernandez | 7.32.41    |
| 24/08/2019 | Meer van Ohrid     | 25 km   |                    |            |                    |            |                       |            |
| 31/08/2019 | Novi Vinodolski    | 20 km   |                    |            |                    |            |                       |            |
| 07/09/2019 | Capri - Napels     | 36 km   |                    |            |                    |            |                       |            |

### Eindstand
| #  | Naam | Land | Punten |
| -- | ---- | ---- | ------ |
| 1  |      |      |        |
| 2  |      |      |        |
| 3  |      |      |        |
| 4  |      |      |        |
| 5  |      |      |        |
| 6  |      |      |        |
| 7  |      |      |        |
| 7  |      |      |        |
| 9  |      |      |        |
| 10 |      |      |        |

## Vrouwen

### Kalender
| Datum      | Plaats             | Afstand | Eerste           | Tijd       | Tweede           | Tijd       | Derde                | Tijd       |
| ---------- | ------------------ | ------- | ---------------- | ---------- | ---------------- | ---------- | -------------------- | ---------- |
| 03/02/2019 | Coronda - Santa Fe | 15 km   | Barbara Pozzobon | 3.20.41,96 | Pilar Geijo      | 3.26.55,85 | Romina Imwinkelriedt | 3.30.51,43 |
| 09/02/2019 | Rosario            | 15 km   | Cecilia Biagioli | 2.33.10,00 | Barbara Pozzobon | 2.36.47,00 | Julia Lucila Arino   | 2.37.04,00 |
| 27/07/2019 | Lac St-Jean        | 32 km   | Morgane Dornic   | 8:00.34    | Pilar Geijo      | 8:12.40    | Alice Franco         | 8:23.07    |
| 24/08/2019 | Meer van Ohrid     | 25 km   |                  |            |                  |            |                      |            |
| 31/08/2019 | Novi Vinodolski    | 20 km   |                  |            |                  |            |                      |            |
| 07/09/2019 | Capri - Napels     | 36 km   |                  |            |                  |            |                      |            |

### Eindstand
| # | Naam | Land | Punten |
| - | ---- | ---- | ------ |
| 1 |      |      |        |
| 2 |      |      |        |
| 3 |      |      |        |
| 4 |      |      |        |
| 5 |      |      |        |
| 6 |      |      |        |